# Spoorlijn Bouville - La Ferté-Alais
De Spoorlijn Bouville - La Ferté-Alais was een Franse spoorlijn ten zuiden van Parijs van Bouville naar La Ferté-Alais. De lijn was 9 km lang.

## Geschiedenis
De lijn werd aangelegd door de Compagnie des chemins de fer de grande banlieue en geopend in 1921. In 1948 is de lijn gesloten en vervolgens opgebroken.

## Aansluitingen
In de volgende plaatsen is of was er een aansluiting op de volgende spoorlijnen:
Bouville
lijn tussen Corbeil en Étampes
La Ferté-Alais
RFN 745 000, spoorlijn tussen Villeneuve-Saint-Georges en Montargis